# Oskar Merikanto
Frans Oskar Merikanto (rodným jménem Frans Oskar Ala-Kanto; 5. srpna 1868 Helsinky – 17. února 1924 Hausjärvi) byl finský klavírista, varhaník a hudební skladatel, představitel pozdně romantické vážné hudby. Merikantův styl na mnoho posluchačů působí tak, že má základ ve finské lidové hudbě, muzikologové ale zdůrazňují, že vychází z italského belcanta.
Příjmení z Ala-Kanto na Merikanto změnil celé rodině v roce 1882 jeho otec. Oskar studoval na Lipské konzervatoři (dnes Vysoká škola hudební a divadelní v Lipsku) v Německu, kde jeho učiteli byli Carl Reinecke nebo Gustav Schreck. Po návratu do vlasti se stal varhaníkem v největším helsinském kostele sv. Jana a tento post neopustil do konce života. Roku 1898 napsal operu Pohjan neiti, jde o vůbec první operu ve finštině a na jeviště se dostala až roku 1908. Libreto čerpající z finské mytologie napsal Antti Rytkönen. Merikanto zkomponoval poté ještě dvě opery: Elinan surma (1910) a Regina von Emmeritz (1924), což je hudební dramatizace divadelní hry Zachrise Topelia. Zhudebnil též řadu básní finských básníků Eina Leina, Aleksise Kiviho ad. Mezi jeho nejúspěšnější skladby patří Där björkarna susa a Kesäilta (Valčík letního večera).
V roce 1911 patřil spolu s pěvkyní Aino Ackté ke spoluzakladatelům Kotimainen ooppera (dnes Finská národní opera a balet) v Helsinkách. Věnoval se též hudební publicistice, byl recenzentem v novinách Päivälehti (později přejmenovány na Helsingin Sanomat).
V roce 1892 se oženil s Elise Häyrynenovou (1869–1949). Měli jednoho syna, významného finského modernistického skladatele Aarre Merikanta.